# كاستيانوس دي ثاباردييل
بلدية كاستيانوس دي ثاباردييل (بالإسبانية: Castellanos de Zapardiel) هي بلدية تقع في مقاطعة آبلة التابعة لمنطقة قشتالة وليون وسط إسبانيا.

## الديموغرافيا
يبلغ عدد سكان بلدية كاستيانوس دي ثاباردييل 102 نسمة عام 2011 (وفقاً للمعهد الوطني للإحصاء الإسباني).
| 150 | 143 | 135 | 141 | 124 | 109 | 102 |